# Азад-Кін
Азад-Кін (перс. ازادكين) — село в Ірані, у дегестані Хошкруд, у Центральному бахші, шахрестані Зарандіє остану Марказі. За даними перепису 2006 року, його населення становило 132 особи, що проживали у складі 48 сімей.

## Клімат
Середня річна температура становить 10,99 °C, середня максимальна – 29,71 °C, а середня мінімальна – -10,30 °C. Середня річна кількість опадів – 244 мм.
| Клімат поселення                              | Клімат поселення | Клімат поселення | Клімат поселення | Клімат поселення | Клімат поселення | Клімат поселення | Клімат поселення | Клімат поселення | Клімат поселення | Клімат поселення | Клімат поселення | Клімат поселення | Клімат поселення |
| Показник                                      | Січ.             | Лют.             | Бер.             | Квіт.            | Трав.            | Черв.            | Лип.             | Серп.            | Вер.             | Жовт.            | Лист.            | Груд.            |                  |
| Середній максимум, °C                         | 5,16             | 6,50             | 10,72            | 17,26            | 22,43            | 28,44            | 29,71            | 29,23            | 24,86            | 18,44            | 11,76            | 5,98             |                  |
| Середня температура, °C                       | −2,57            | −1,22            | 2,98             | 9,52             | 14,71            | 20,70            | 24,34            | 23,84            | 19,48            | 13,07            | 6,38             | 0,60             |                  |
| Середній мінімум, °C                          | −10,3            | −8,96            | −4,76            | 1,79             | 6,96             | 12,98            | 18,96            | 18,48            | 14,10            | 7,68             | 1,00             | −4,76            |                  |
| Норма опадів, мм                              | 31               | 33               | 46               | 36               | 30               | 4                | 2                | 1                | 0                | 11               | 20               | 30               |                  |
| Середньомісячна швидкість вітру, м/с          | 1.80             | 2.29             | 3.02             | 3.17             | 2.77             | 2.46             | 2.44             | 2.30             | 2.18             | 2.08             | 1.75             | 1.73             |                  |
| Середньомісячна сонячна радіація, кДж/м²·день | 8765             | 11643            | 14325            | 17896            | 21910            | 26322            | 25975            | 23688            | 20196            | 14664            | 10657            | 8518             |                  |
| --------------------------------------------- | ---------------- | ---------------- | ---------------- | ---------------- | ---------------- | ---------------- | ---------------- | ---------------- | ---------------- | ---------------- | ---------------- | ---------------- | ---------------- |
| Джерело:                                      |                  |                  |                  |                  |                  |                  |                  |                  |                  |                  |                  |                  |                  |